# Oeax collaris
Oeax collaris es una especie de escarabajo longicornio del género Oeax, subfamilia Lamiinae. Fue descrita científicamente por Jordan en 1903.
Se distribuye por Camerún, Costa de Marfil, Uganda, República Centroafricana, República Democrática del Congo, Tanzania, Togo y Zimbabue. Posee una longitud corporal de 8-10 milímetros. El período de vuelo de esta especie ocurre en los meses de abril, mayo, septiembre, octubre, noviembre y diciembre.
La dieta de Oeax collaris comprende plantas y arbustos de la familia Moraceae, entre ellos, la especie Ficus exasperata del género Ficus.